# Headlong Flight
Headlong Flight – drugi singel z 19 albumu studyjnego Clockwork Angels kanadyjskiej grupy Rush. Został wydany 19 kwietnia 2012 roku w dwóch wersjach – radio edit oraz wersji albumowej.

## Twórcy
- Geddy Lee – gitara basowa, śpiew
- Alex Lifeson – gitara elektryczna
- Neil Peart – perkusja